# Museo de las Civilizaciones de Anatolia
El Museo de las Civilizaciones de Anatolia (en turco Anadolu Medeniyetleri Müzesi) es un museo arqueológico que se encuentra situado en las estribaciones del llamado Castillo de Ankara dentro del barrio de Atpazarı, en la ciudad de Ankara, Turquía. Es considerado uno de los principales museos arqueológicos del mundo. 

## Historia
Fruto del deseo de Atatürk de crear un museo que recogiera los restos de la civilizaciónes Hitita, Frigia y Lidia encontrados hasta la fecha, en 1921 se convirtió en museo el conjunto formado por la fortaleza de Akkale del castillo de Ankara, los baños romanos y el templo de Augusto. Posteriormente, ante la necesidad de aumentar el espacio expositivo, el edificio histórico de un antiguo bazar del periodo otomano fue remodelado entre 1938 y 1968 bajo la supervisión de Hamit Zübeyir Koşay, renombrado arqueólogo de la época. Dicho edificio alberga los especios expositivos del museo Por otra parte, el edificio de un antiguo caravasar es la sede administrativa, y además tiene sala de conferencias, talleres, biblioteca y otras salas para investigación.
En 1997, el Foro Europeo de Museos le otorgó el Premio del museo europeo del año, galardón que reconoce cada año a los nuevos museos que han realizado avances e innovaciones en el ámbito museístico. En 2014 tuvo lugar una remodelación del museo.

## Colecciones
El museo alberga una colección de objetos arqueológicos ordenados cronológicamente:
Paleolítico
De este periodo se conservan principalmente algunas herramientas de piedra.
Neolítico
Esta sección está compuesta por objetos —figurillas, pinturas, herramientas, adornos y vasijas— cuya cronología se sitúa entre el 10000 y el 5500 a. C. aproximadamente. Destacan los procedentes de Çatalhöyük y Hacılar. Es singular una pintura mural de Çatalhöyük, que se considera el primer plano urbano de la historia.  

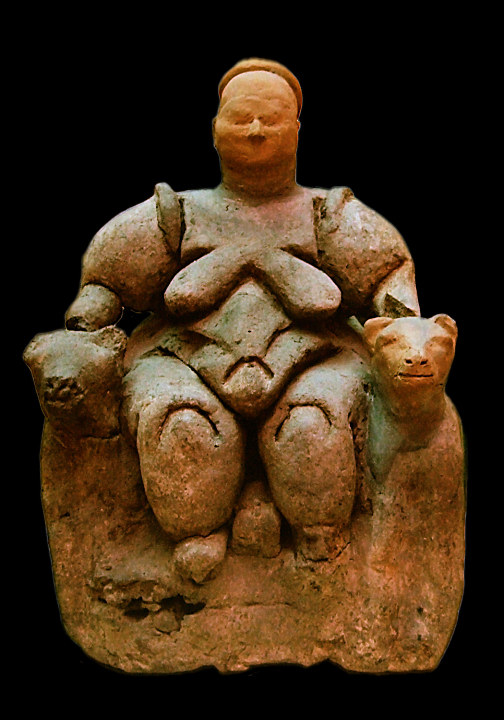
Mujer sentada de Çatalhöyük, vista frontal
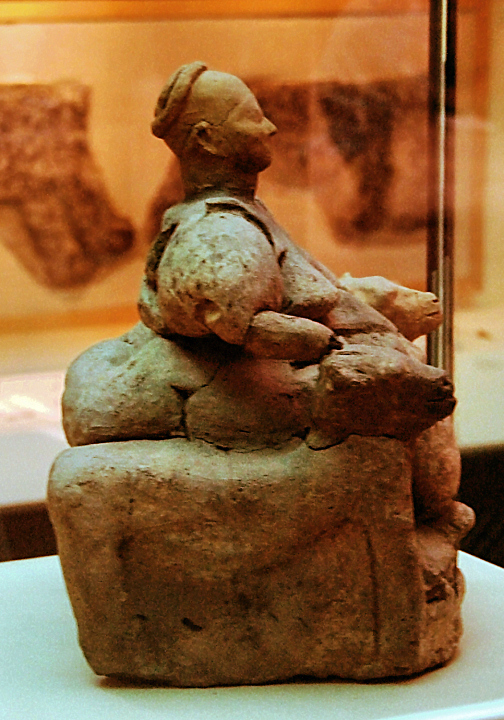
Mujer sentada, vista lateral
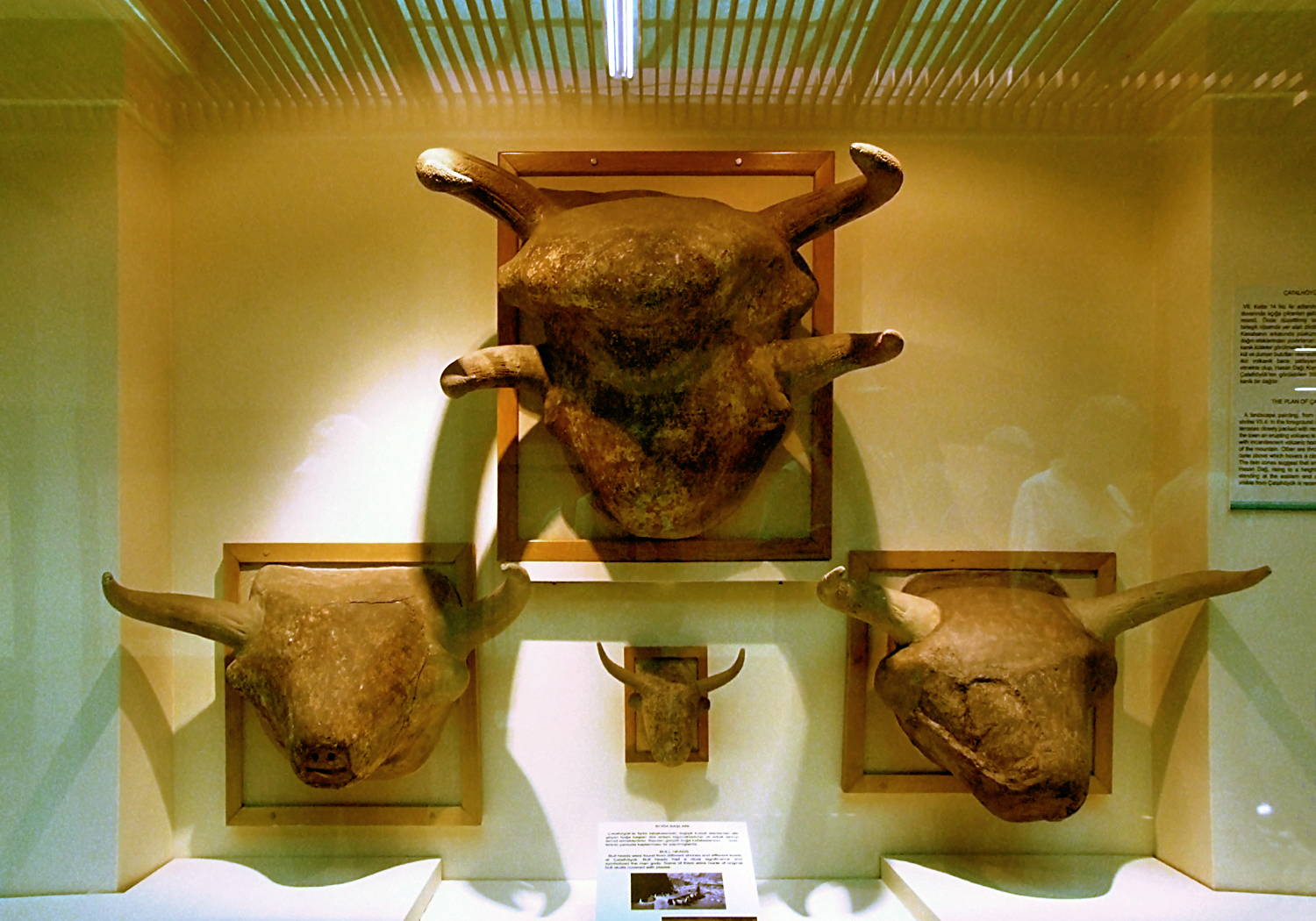
Cabezas de toro procedentes de Çatalhöyük
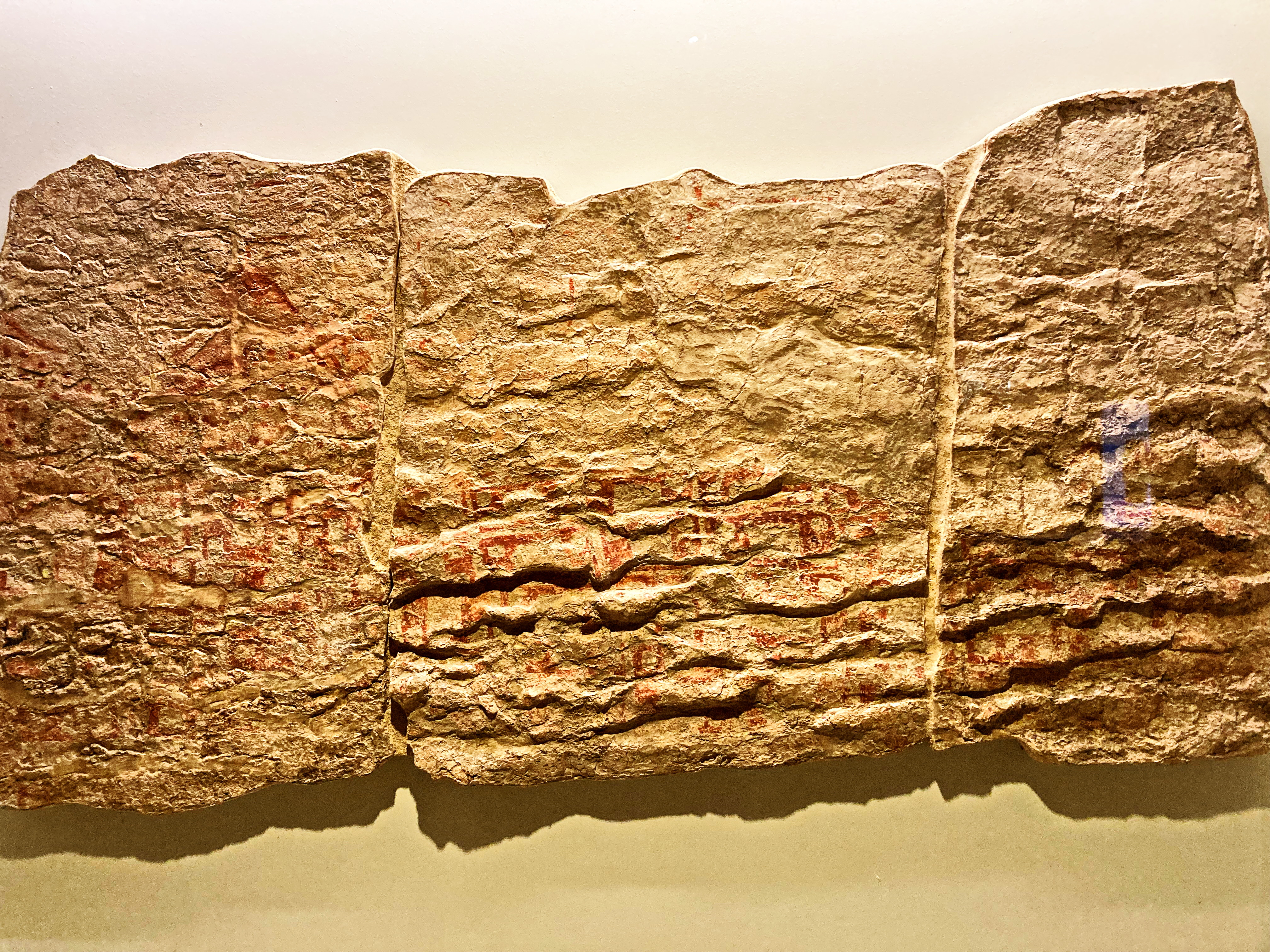
Pintura mural de Çatalhöyük, donde aparecen las casas de la ciudad y el volcán que está junto a la población.

Calcolítico
Este periodo, que abarca desde el 5500 hasta el 3000 a. C., está representado principalmente por piezas procedentes de Hacılar, Karaz, Tilkitepe, Canhasan, Alacahöyük y Alişar. Destaca la cabeza de un cetro de cobre, sellos de metal y de piedra y piezas de cerámica con decoración más rica que la del periodo precedente.
Edad del Bronce Antiguo
Este periodo está comprendido entre el 3000 y el 1950 a. C. aproximadamente. Se exponen objetos que proceden de Ahlatlıbel, Alacahöyük, Horoztepe, Eskiyapar, Beycesultan, Karataş-Semayük, Karaoğlan y Hasanoğlan. Entre ellos hay joyas, objetos votivos, estatuillas y recipientes de metal. Pueden destacarse las tumbas de los reyes de Alacahöyük y Horoztepe.

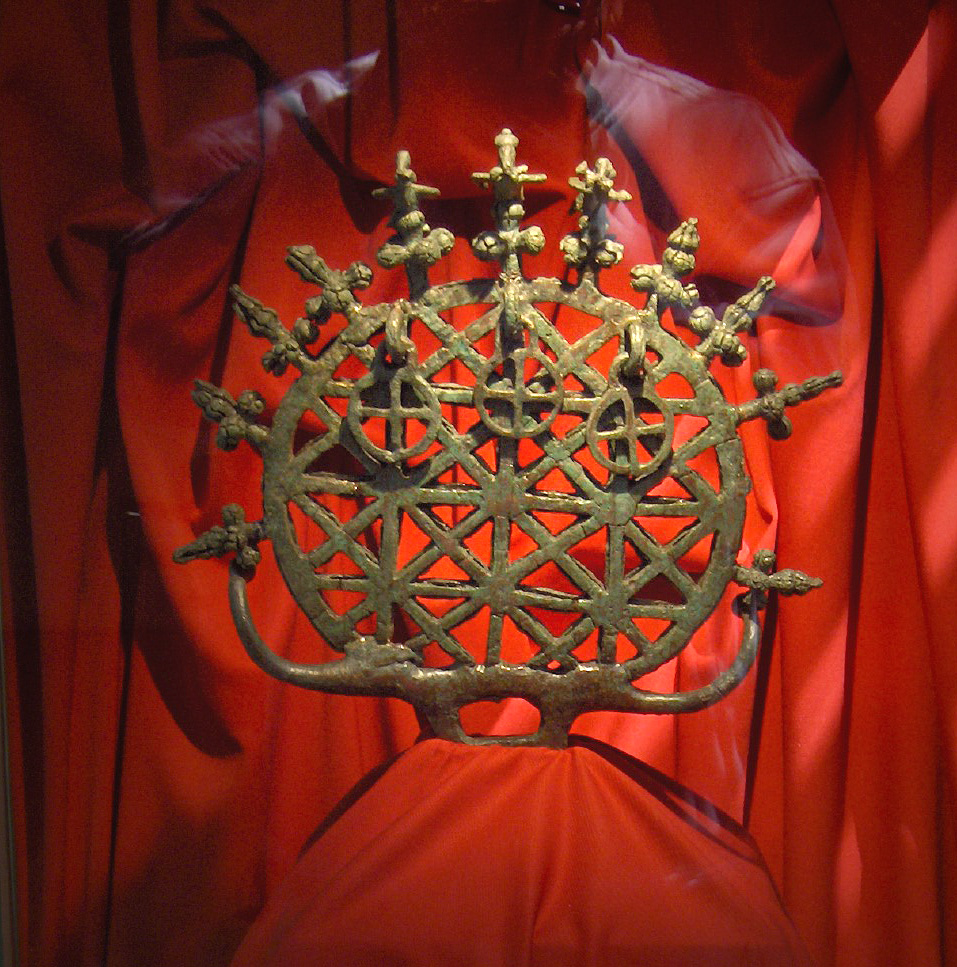
Estandarte de bronce de Alacahöyük.
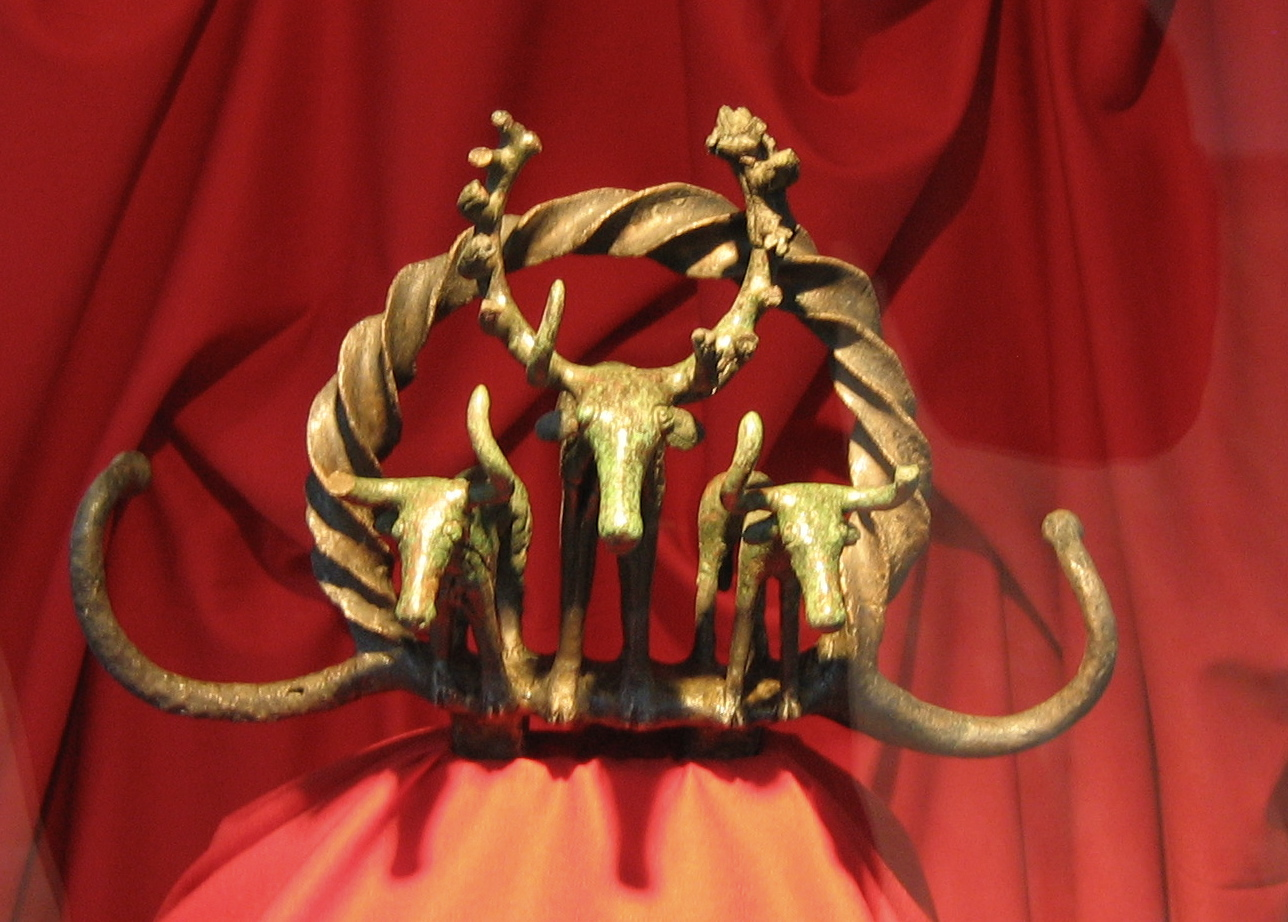
Estandarte con figuras de ciervos
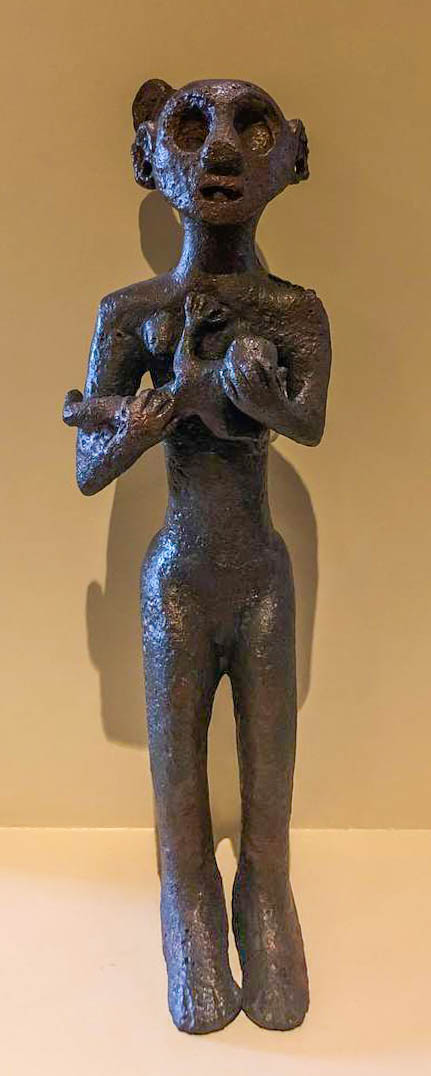
Figurilla de una madre amamantando a su hijo procedente de Horoztepe

Colonias comerciales asirias
Esta sección marca el inicio de la Edad del Bronce Medio en Anatolia, y abarca desde 1950 hasta 1750 a. C. Se trata de un periodo en el que los comerciantes asirios llegaron a Anatolia y trajeron consigo la escritura cuneiforme. Las obras proceden de Kültepe, Acemhöyük, Alişar y Boğazköy. Las tablillas de Kültepe se consideran como los documentos escritos más antiguos de Anatolia. También se exponen estatuillas, sellos, joyas y vasijas entre las que destacan ritones con formas de animales. Singulares son una daga de bronce del rey Anitta y una caja de marfil procedente de Acemhöyük.

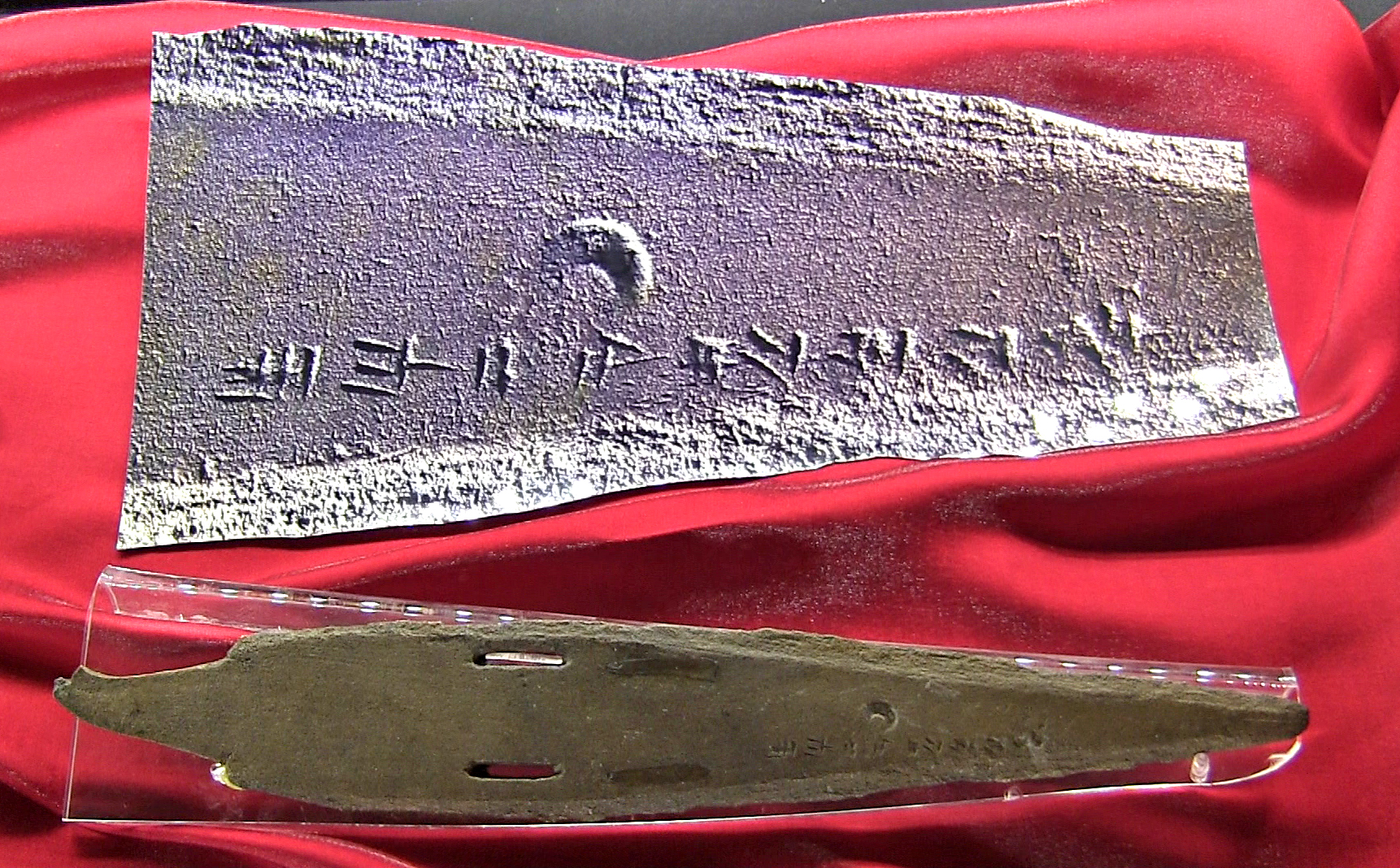
Daga con inscripción que menciona al rey Anitta.
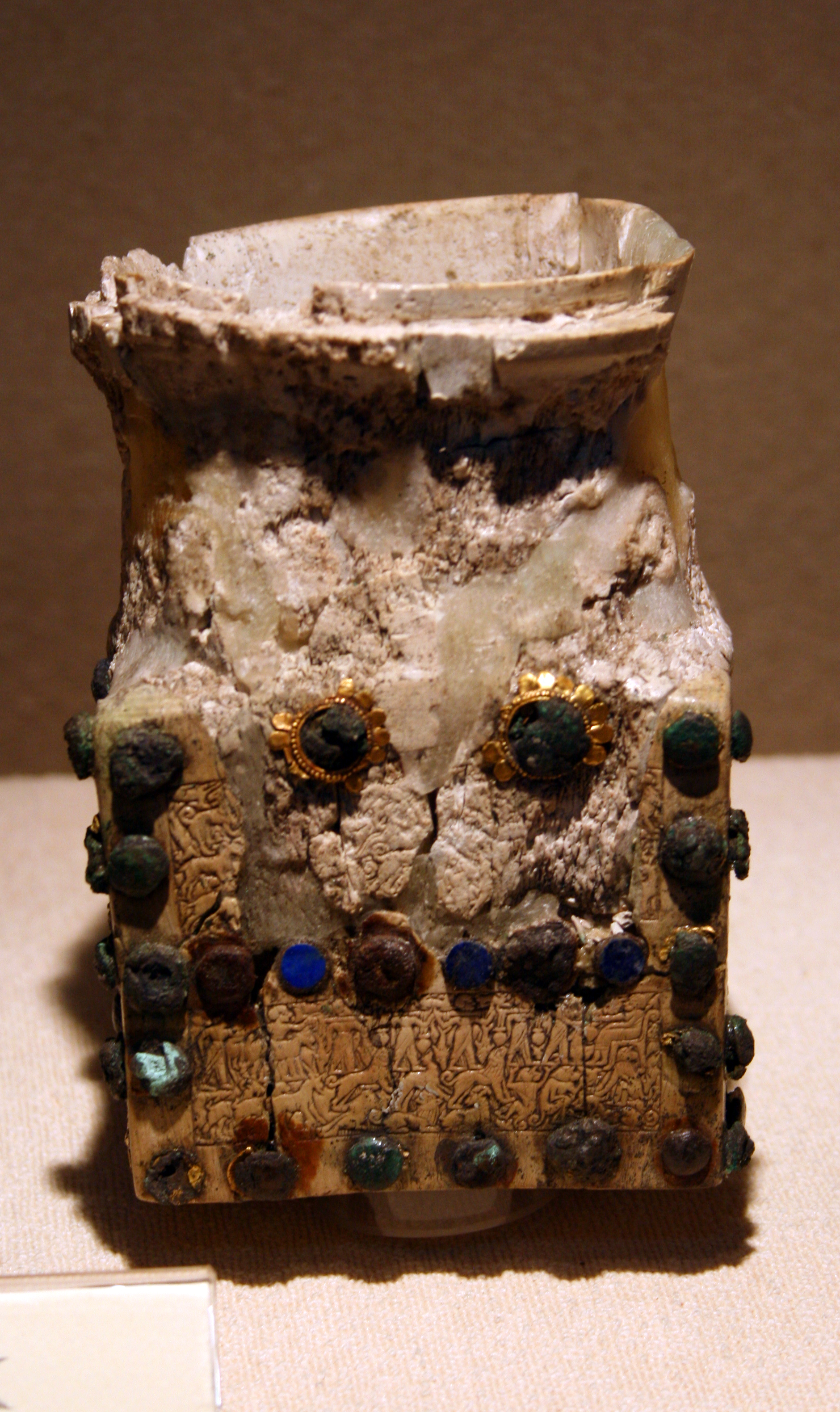
Caja de marfil de Acemhöyük

Hititas
El periodo del imperio hitita está comprendido entre los años 1750 y 1200 a. C. Las piezas de este periodo proceden de Boğazköy —donde estaba la capital—, Alacahöyük, Alişar, İnandık, Ferzant, Eskiyapar y Maşathöyük. Entre ellas hay figuras de divinidades de diversos materiales, vasijas de gran tamaño, tablillas con inscripciones cuneiformes y sellos. Algunas piezas singulares son un bello jarrón de İnandık y una carta escrita por la reina egipcia Naptera a la reina hitita Puduhepa.    

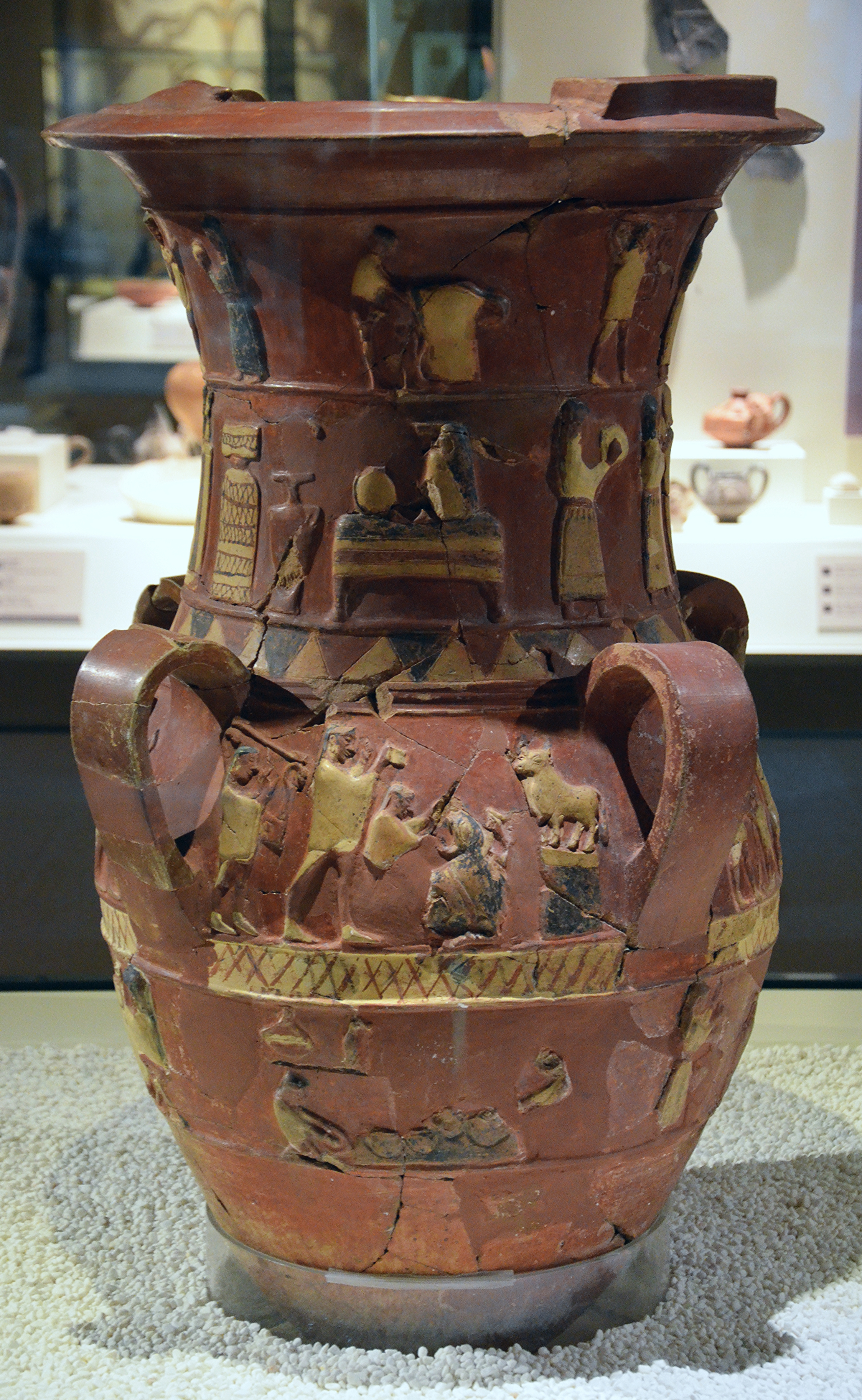
Jarrón de İnandık
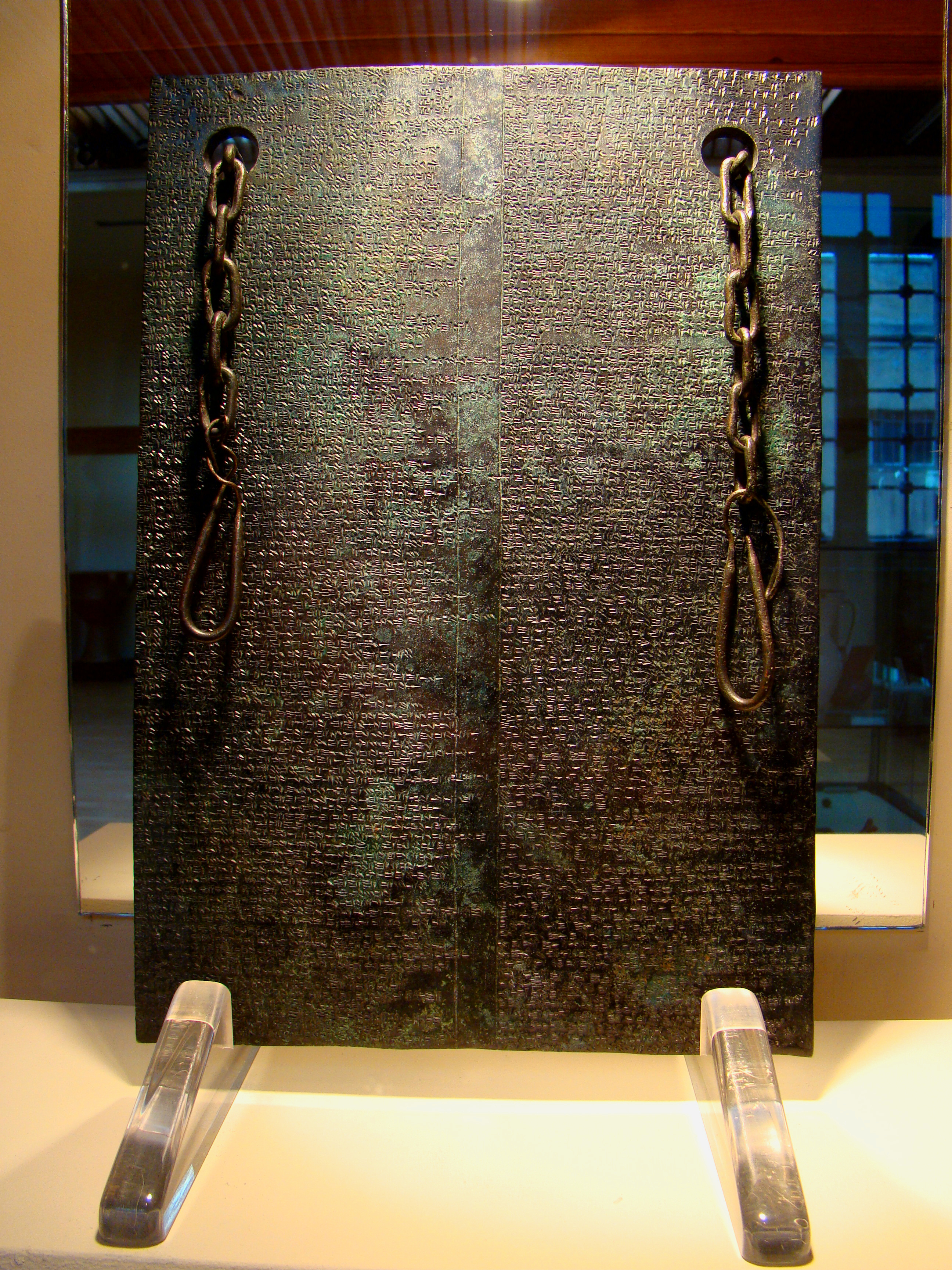
Tabla de bronce con escritura cuneiforme

Frigia
La sección dedicada a Frigia está compuesta por piezas procedentes de Gordio —capital de este reino— Alişar, Boğazköy, Pazarlı, Maşathöyük y Kültepe. Destacan las piezas de cerámica y metal de muy diversas formas, como los ritones con formas de animales.  

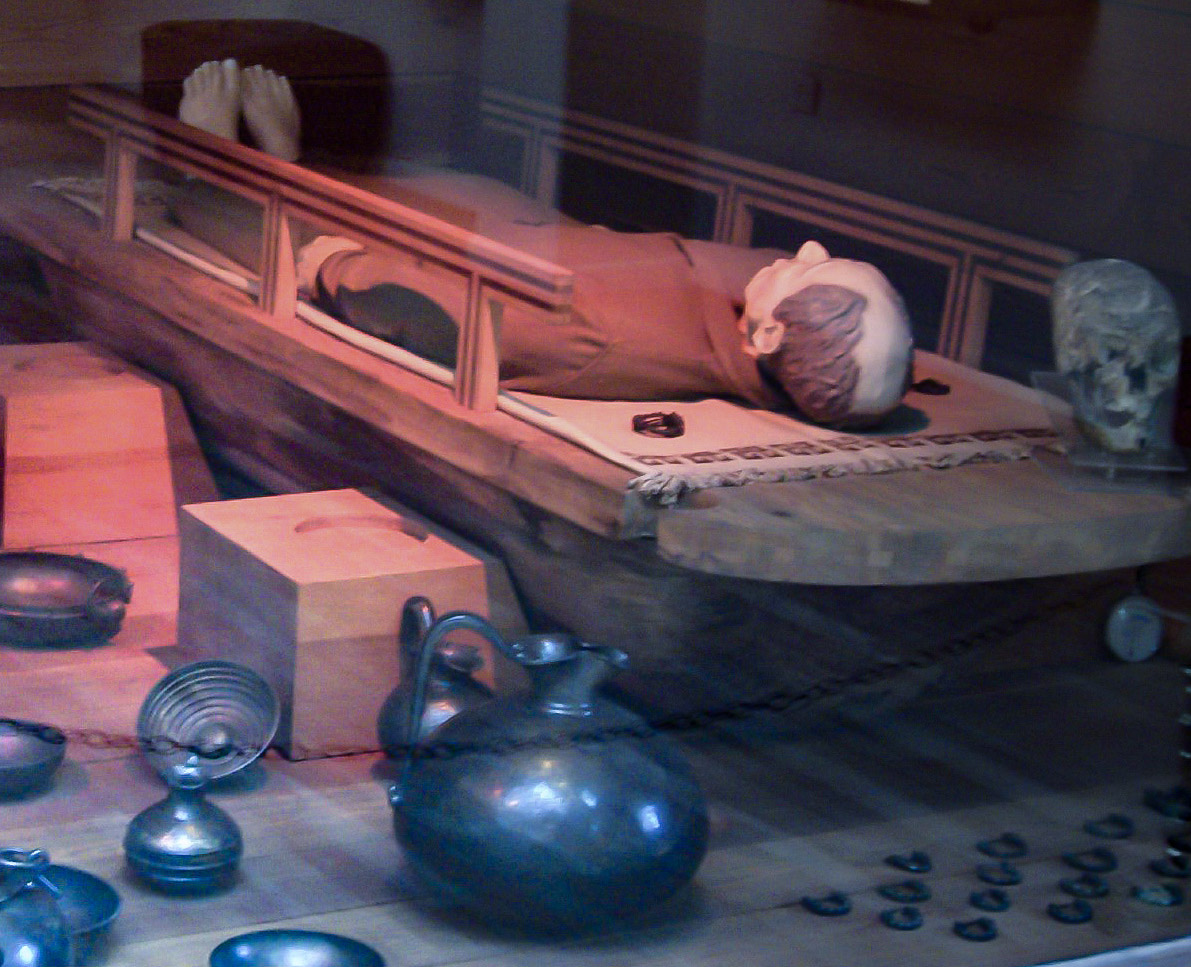
Reconstrucción de la tumba que se atribuye al rey Midas

Reino de Urartu
Este reino, cuya cronología se sitúa entre los años 900 y 600 a. C., está representado por piezas que proceden de Van, Toprakkale, Kayalıdere, Patnos, Altıntepe, Adilcevaz y Giyimli. Se exponen gran diversidad de ornamentos, armas, herramientas agrícolas y vasijas. Es destacable una figura de marfil de un león que es la más grande de este material hallada en Anatolia.

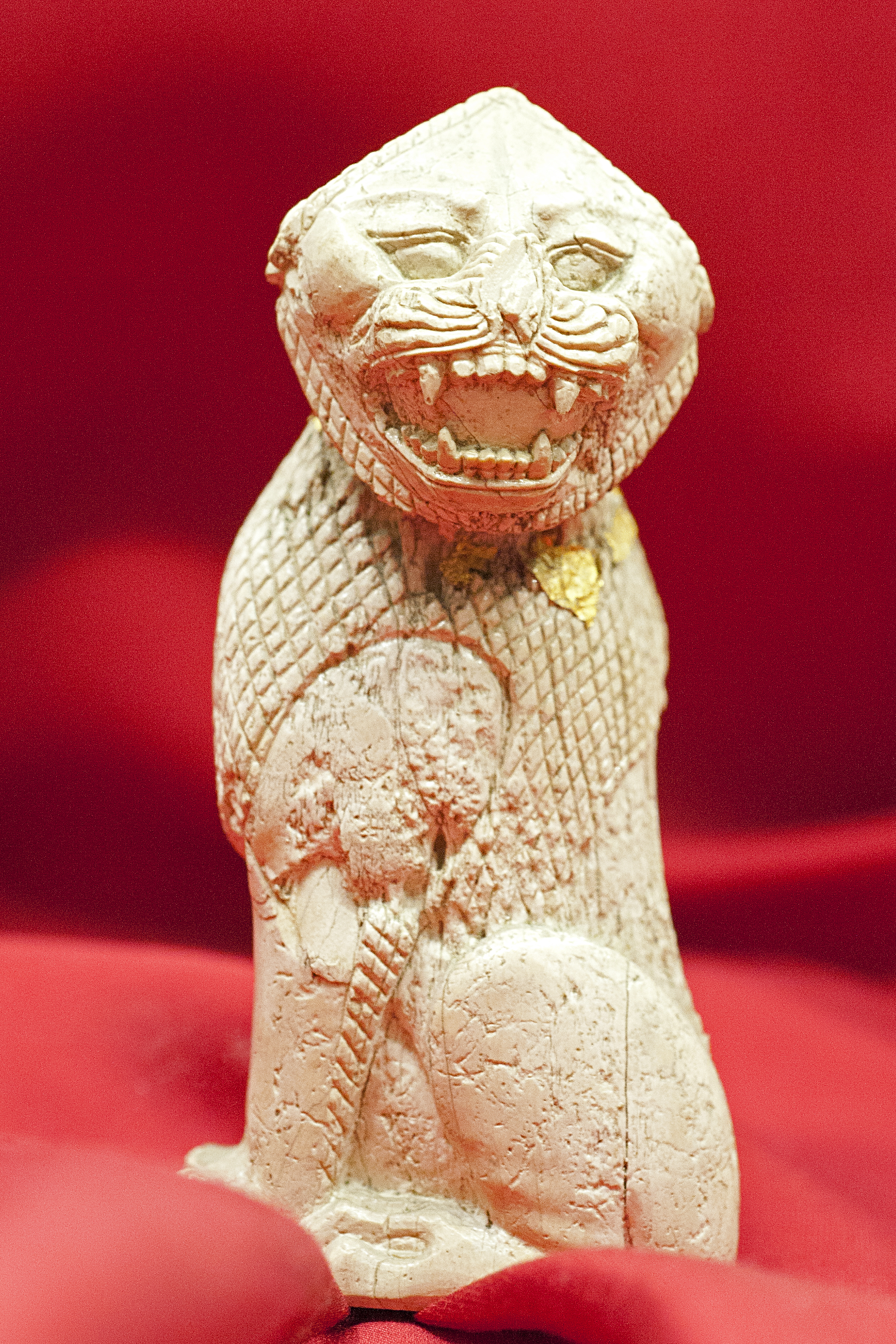
Estatua de marfil de un león procedente de Altıntepe
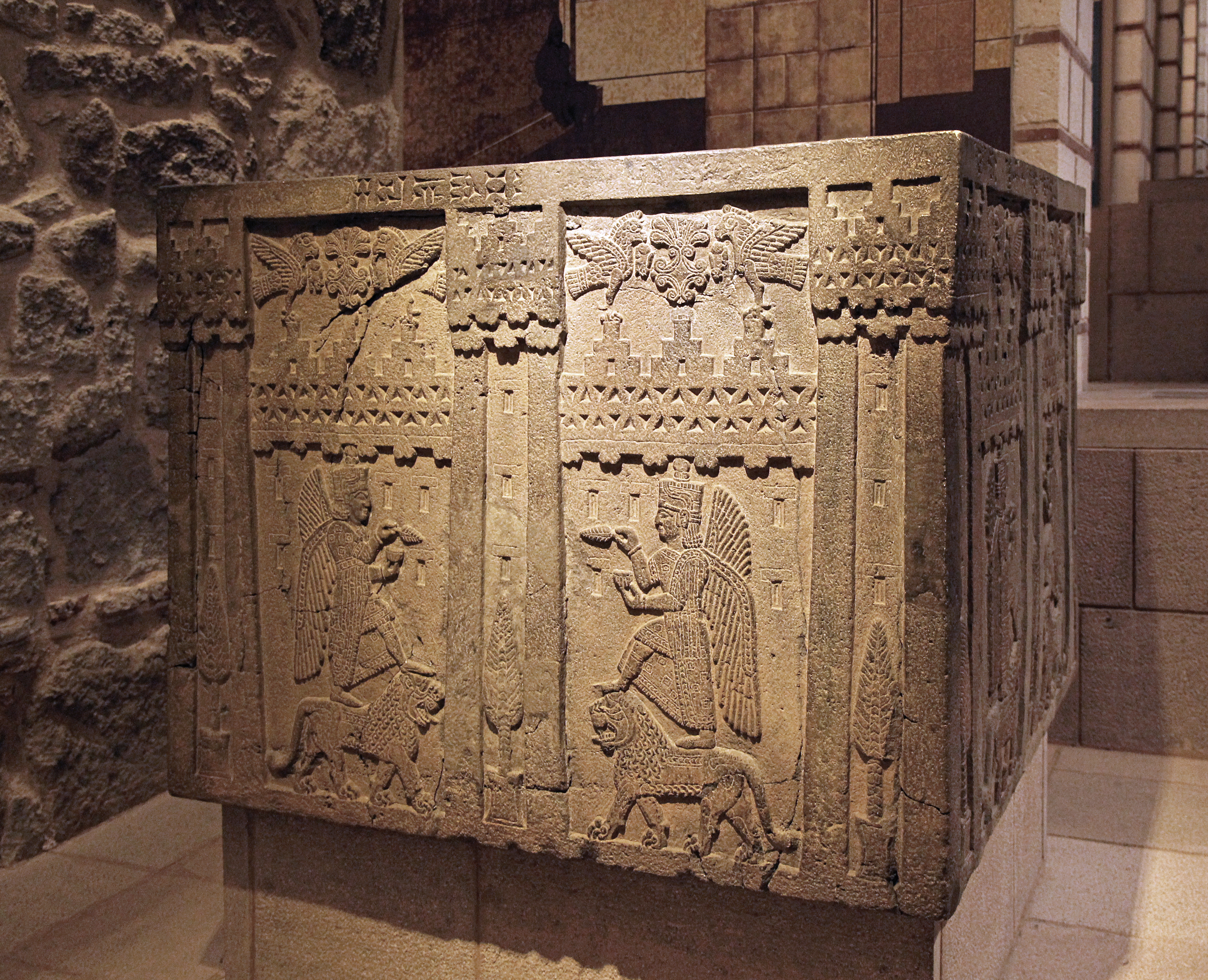
Relieve urartiano hallado en al área de Adilcevaz

Monumentos de piedra
Esta sección alberga obras de gran tamaño como relieves, esculturas, ortostatos y otros elementos arquitectónicos de los periodos del imperio hitita, neohitita y frigio. Pueden destacarse los relieves de las puertas de entrada hititas, el ortostato de la diosa Kubaba y la estatua de un rey neohitita.

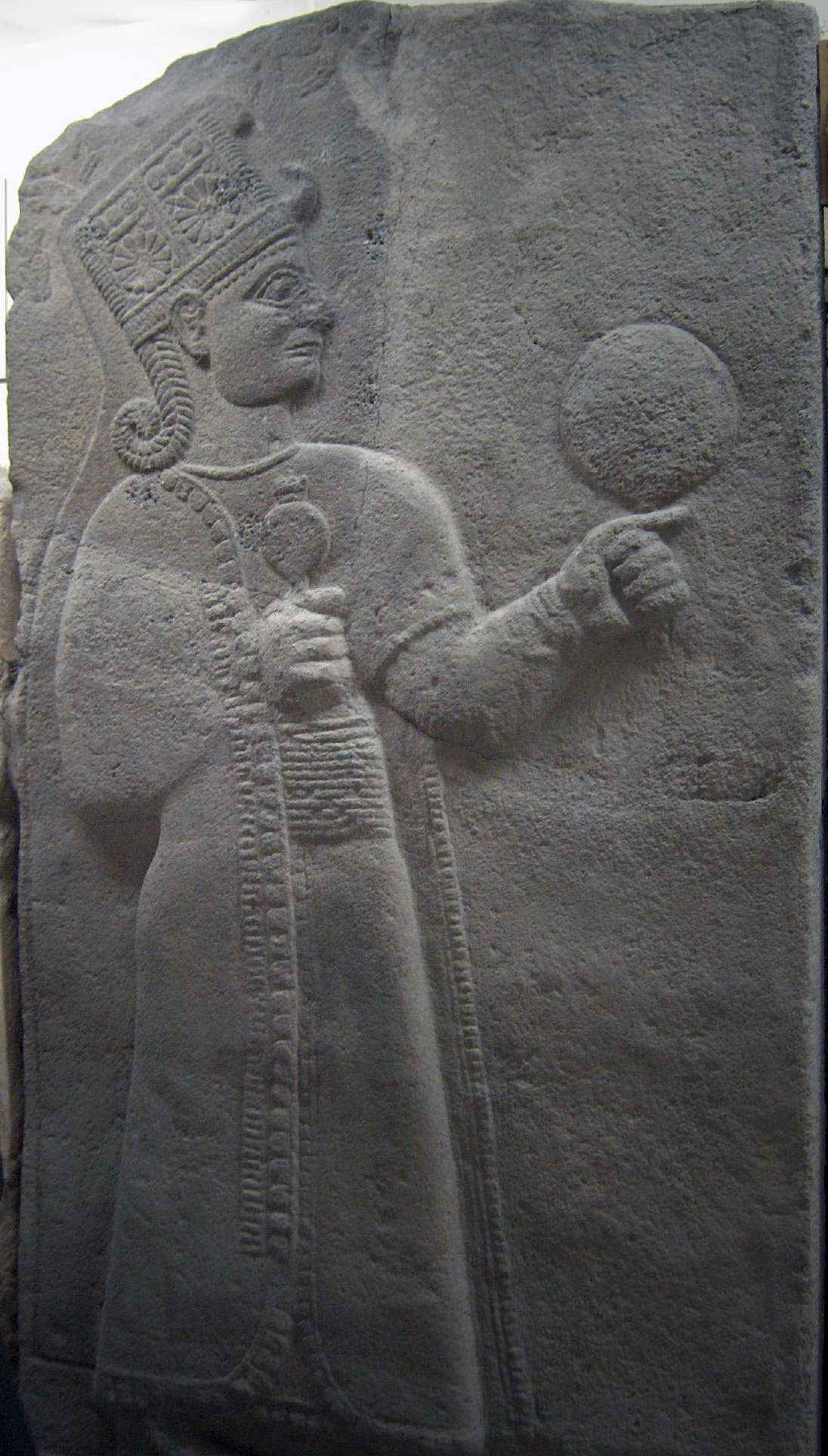
Ortostato de Kubaba, del periodo neohitita
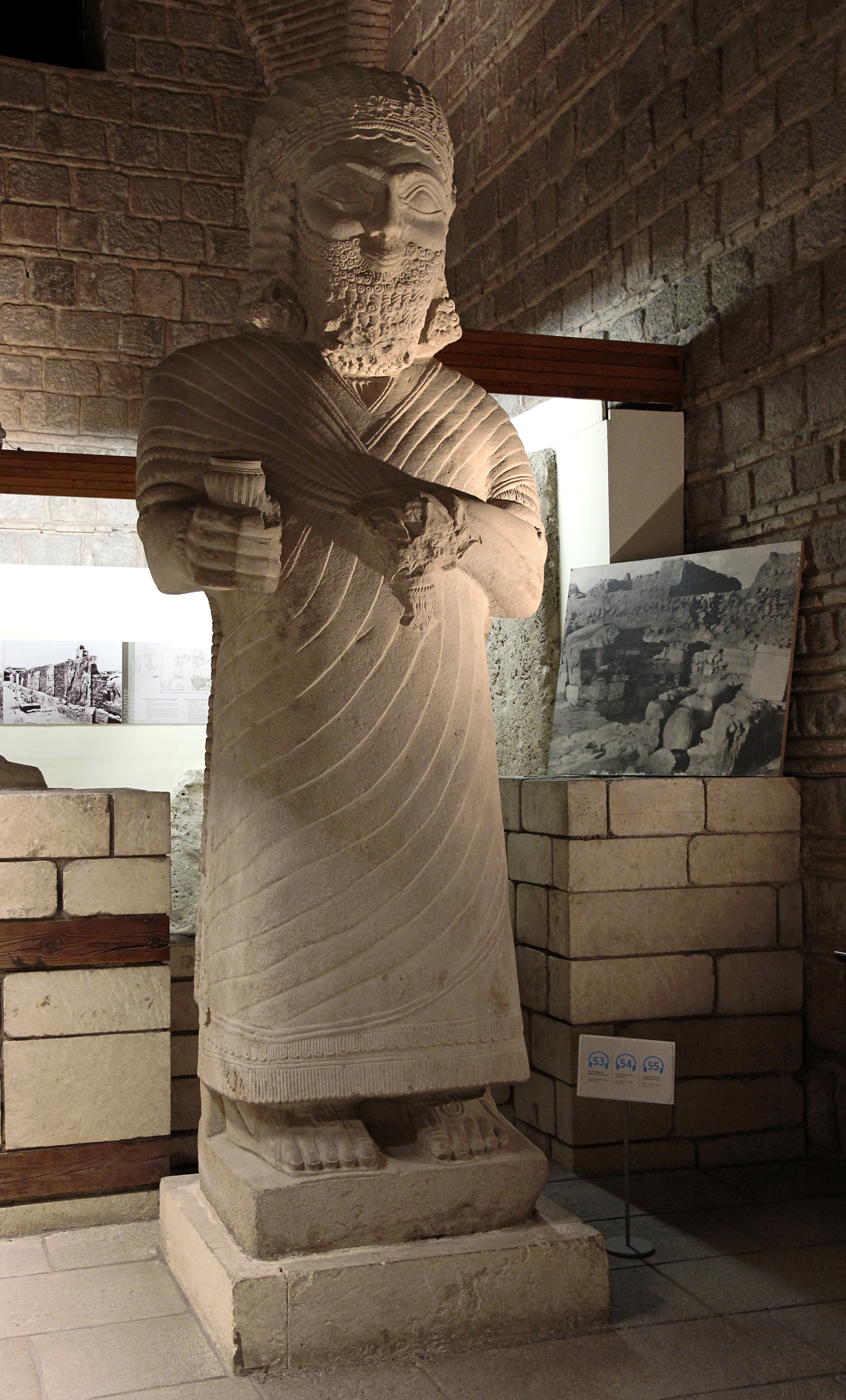
Estatua del periodo neohitita de un rey, quizá Mutallu de Kummuh, procedente de Arslantepe